# وزير المساواة
يعتبر منصب وزير شؤون المرأة والمساواة (سابقاً، وزير لشئون المرأة ووزير لشئون المرأة والمساواة) منصب وزاري في مكتب المساواة الحكومية في المملكة المتحدة، وهو إدارة مستقلة داخل وزارة الداخلية الأوسع نطاقًا ويتولى مسئولية معالجة جميع أشكال التمييز، مع التركيز بشكل خاص على عدم المساواة بين الجنسين. ونظيره في حكومة الظل هو وزير الدولة لشئون المرأة والمساواة.

## تاريخ
انشأ توني بلير منصب وزير شئون المرأة عندما أصبح رئيسًا للوزراء كوسيلة لمنح الحكومة الأولوية لقضايا المرأة. وقبيل ذلك، كان هناك وحدة معنية بالمساواة في مكتب مجلس الوزراء ولجنة مجلس الوزراء، والتي استمرت تحت قيادته. انشأ جوردون براون عند توليه منصب رئاسة الوزاء عقب بلير، منصب وزير شئون المرأة والمساواة للتعامل مع مجموعة واسعة من قضايا المساواة. هارييت هارمان هي أول من تولى منصب وزيرة المرأة، ثم ولمدة عشر سنوات، كانت أول وزيرة لشئون المرأة والمساواة. في 12 أكتوبر 2007، أُنشئ المكتب الحكومي المعني بمسائل المساواة كقسم جديد لدعم الوزير. عندما تولى ديفيد كاميرون رئاسة الوزراء، أعطى المنصب اسمه الحالي دون تغيير في مسؤولياته. ومنذ إنشاء هذا المنصب، ظل يشغل هذا المنصب وزيراً يشغل منصب آخر في الحكومة وفي مكتب آخر (أي وزير أو رئيس أحد مجلسي البرلمان).
خلفت جستين جريننج نيكي مورجان حيث كانتا تشغلان منصب وزيرة التربية والتعليم ووزيرة شؤون المرأة والمساواة، عندما عُينت تيريزا ماي رئيسة للوزراء في 13 يوليو 2016. وشغلت مورجان منصب وزير شؤون المرأة بعد استقالة ماريا ميلر في إبريل 2014؛ في الوقت ذاته الذي كانت تشغل فيه منصب وزيرة المالية، ثم أسندت مسئوليات ملخصات شؤون المرأة والمساواة لـساجد جاويد الذي حل محل ميلر كوزيراً للثقافة. وقد جُمعت ملخصات المرأة والمساواة في يوليو 2014، وأُسندت مسئولية المساواة في الزواج لنيك بولز، الذي كان يشغل منصب وزير الدولة للمهارات والمشاريع والمساواة، وكان لديه قاعدة في كل من إدارتي التعليم والأعمال. حدثت كلا الانقسامين في المسؤوليات بسبب تصويت نيكي مورغان ضد تقنين زواج المثليين.
دعا اللورد نورثبورن إلى إنشاء منصب وزير شئون الرجل للتركيز على القضايا التخص الرجال.